# Вијоглава
Вијоглава (лат. Jynx torquilla) је мала врста детлића, која насељава Евроазију и веома се разликује од осталих врста детлића. 

## Опис
Вијоглава је дугачка око 16 цм и тешка 50 грама. Смеђе је боје са пругама и тачкама. Име је добила по томе што заврће главу када је у близини непријатељ. Има кратак кљун и другачији од осталих детлића. Зато се храни мравима на тлу и другим инсектима у трулом дрвећу. Реп јој није чврст, као код осталих детлића, који га користе као ослонац при кретању по дрвету. Због тога чешће седе на грани, него што се крећу по кори стабла.